# 최지연 (작가)
최지연은 대한민국의 드라마 작가이다. 소속사는 씨에이엠피 보관됨 2017-09-21 - 웨이백 머신이다.  

## 작품 리스트
- 2018 iHQ DRAMA, MBN 마성의 기쁨

## 경력

### TV
- KBS 아침마당
- KBS TV는 사랑을 싣고
- KBS 연예가중계
- KBS KBS 스페셜
- KBS 생로병사의 비밀 외 다수

### 라디오
- SBS전망대
- KBS1라디오 정보센터 박에스더 입니다 외 다수

### 도서
- KBS 방송국 견학홀 (스쿨 김영사)
- 우리, 사랑하다. (휴먼앤 북스)
- 방송은 나를 미치게 한다 (오늘의 책)

## 수상
- 2014년 SBS 극본공모 미니시리즈부문 가작 <38연인>